# Eva Gil
Eva Gil Lopesino (Madrid, 10 de octubre de 1980) es una arquitecta, profesora  y editora española. Es codirectora y cofundadora del estudio de arquitectura elii. Entre otros reconocimientos, cuenta con el Premio JustMad a la Creatividad Emergente (2013) y su trabajo fue seleccionado para formar parte del pabellón español en la decimoquinta edición de Bienal de Venecia en 2016, el cual obtuvo el León de Oro.

## Trayectoria
Gil estudió en la Escuela Técnica Superior de Arquitectura de Madrid (ETSAM) y en la Universidad Técnica de Delft, finalmente graduándose con Matrícula de Honor en el programa de Máster en Proyectos Arquitectónicos Avanzados de la ETSAM. Actualmente, se encuentra realizando su tesis doctoral, siendo candidata a PhD en el programa de Diseño arquitectónico avanzado, con Federico Soriano como su tutor. Es además, investigadora en esta universidad dentro del grupo de investigación “Dispositivos Aglutinadores de Proyecto”.
En enero de 2006 fundó en Madrid su estudio de arquitectura elii, del que es directora junto a los arquitectos Uriel Fogué y Carlos Palacios, con los que realiza la mayor parte de sus proyectos, que abarcan diferentes campos: diseño urbanístico, de espacios públicos y de vivienda individual y colectiva; arquitectura efímera y diseño de exposiciones, entre otros. Desarrollan su actividad en España e internacionalmente; tratando tanto el sector público como en el privado.
Ha ejercido la labor de docente desde 2007, impartiendo talleres y seminarios en diferentes instituciones: UPSAM, UFV, UNIR, Universidad de Aarhus, el Politécnico de Milán, Soongsil University, entre otras; para finalmente unirse al departamento de Proyectos Arquitectónicos de la ETSAM, donde estudió.

## Proyectos seleccionados
- House of Would, vivienda de prefabricación (2010-2013)[2]
- Árboles urbanos (junio de 2010)[3]
- Didomestic (enero-julio de 2013)[4]
- J.F Kit House Gz, prototipo de vivienda experimental (agosto-octubre de 2013)[5]
- Susaloon, reforma de un espacio mínimo (2014)[6]
- Potlatch!, arquitectura efímera (2014)[7]
- Black boxes are orange, taller de Aarhus School of Architecture (septiembre de 2015)
- Rehabilitación y ampliación de edificio para la Fundación Save the Children (2016-2018)[8]
- Carrozas de los Reyes Magos de Madrid (2016)[9]
- Carroza del Señorlobo, carroza para Reyes Magos de Madrid (2016)[10]
- MAD+, estrategia urbana de festival (julio-agosto de 2016)[11]
- Yojigen Pokketo, reforma integral de un apartamento (2017)[12]

## Premios y nominaciones
- Distinción del Colegio de Arquitecto de Madrid a la Obra Bien Hecha (2006)[13]
- Distinción a la Obra de los Arquitectos (2011)[14]
- Premio del Colegio Oficial de Arquitectos de Madrid COAM (2005, 2011,2013,2016,2017,2018)[15]
- Premio JustMad a la Creatividad Emergente (2013)[1]
- Premio Arquia Próxima en Interiorismo y Rehabilitación (2014)[16]
- VETECO-ASEFAVE Award (2018)

-Nominaciones:
- European Union Prize for Contemporary Architecture- Mies van der Rohe Award (2015, 2019)
- Premio Iakov Chernikhov International Prize “Challenge of the Time” (2014)
- Mapei Award 2018
- FAD Award (2017,2018)

## Publicaciones
- Atlas of emulations of the Informal II: From Planimetric to Holographic (coautora, 2014)[17]
- What is home without mother (coautora, 2015)
- Planimetric Holographics: dispositivos aglutinadores de proyectos(coautora, 2014)
- Investigation on Models: Factum Foundation (coautora, 2017)
- Investigation on Models: Factum Foundation v2.0 (coautora, 2018)
- Investigación sobre El Modelo (coautora, 2018)